# Dompte-venin officinal
Vincetoxicum hirundinaria
Espèce
Classification phylogénétique
Le Dompte-venin officinal (Vincetoxicum hirundinaria) est une espèce de plantes à fleurs de la famille des Asclépiadacées.
La classification phylogénétique APG (1998), la classification phylogénétique APG II (2003) et la classification phylogénétique APG III (2009) incorporent cette famille aux Apocynaceae, sous-famille Asclepiadoideae.

## Description
C'est une plante herbacée vivace assez grande, à tige non ramifiée, érigée, isolée ou en touffe, à feuilles lancéolées, opposées. 
Les fleurs blanc jaune-verdâtre ou blanches à cinq pétales soudés se développent à l'aisselle des feuilles supérieures. La déhiscence des fruits se fait en fuseaux ovoïdes, laissant échapper à l'automne des graines munies d'une aigrette de poils au sommet.

## Répartition et habitat
On rencontre le dompte-venin dans toute l'Europe, dans les bois et terrains rocailleux sur sol calcaire jusqu'à 1 800 m d'altitude.

## Toxicité
C'est une plante toxique (les racines sont vénéneuses).

## Galerie de photos

Vincetoxicum hirundinaria, fleurs et fruits
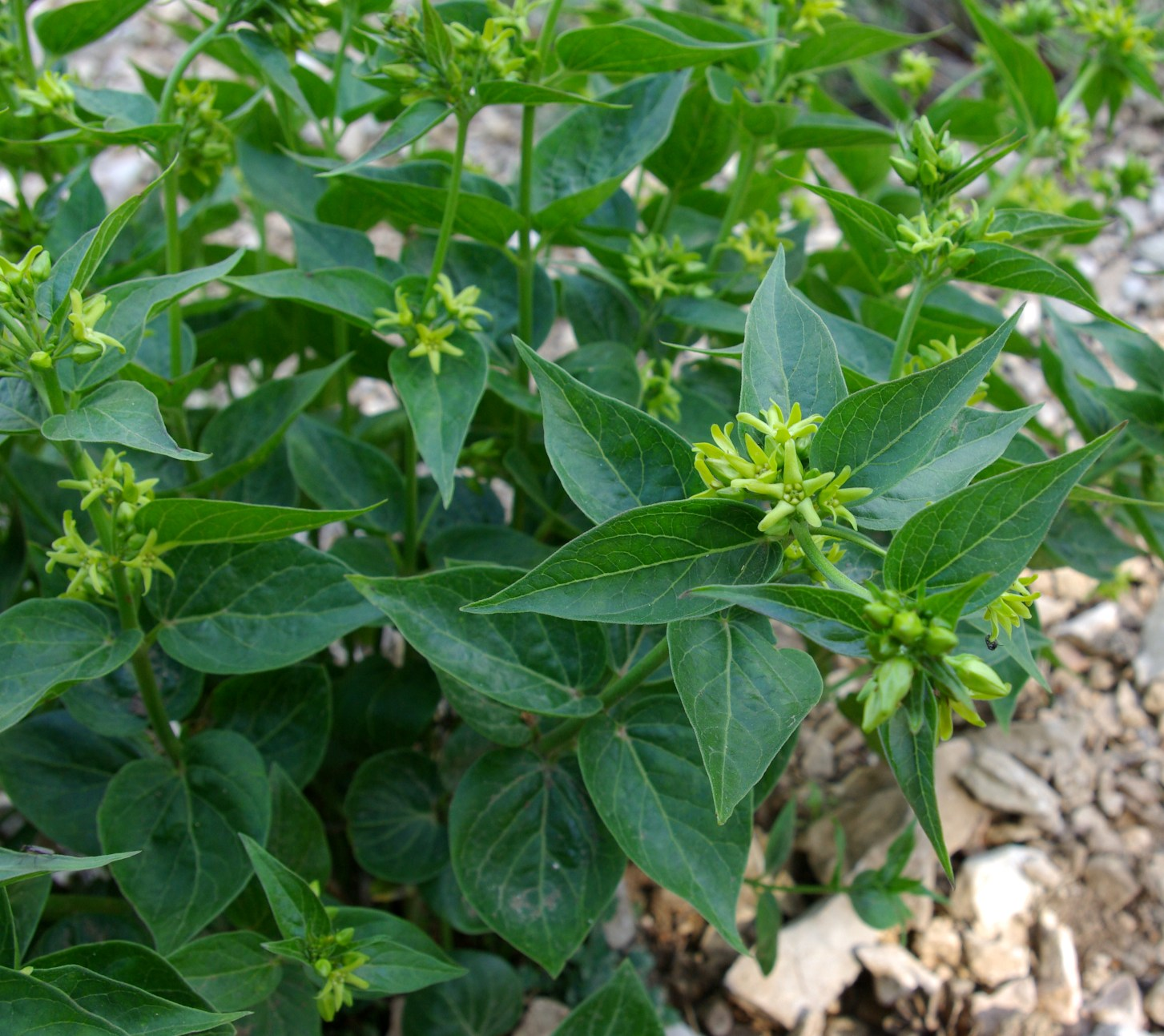
Vincetoxicum hirundinaria sur les pentes du Mont-Ventoux dans le Vaucluse.
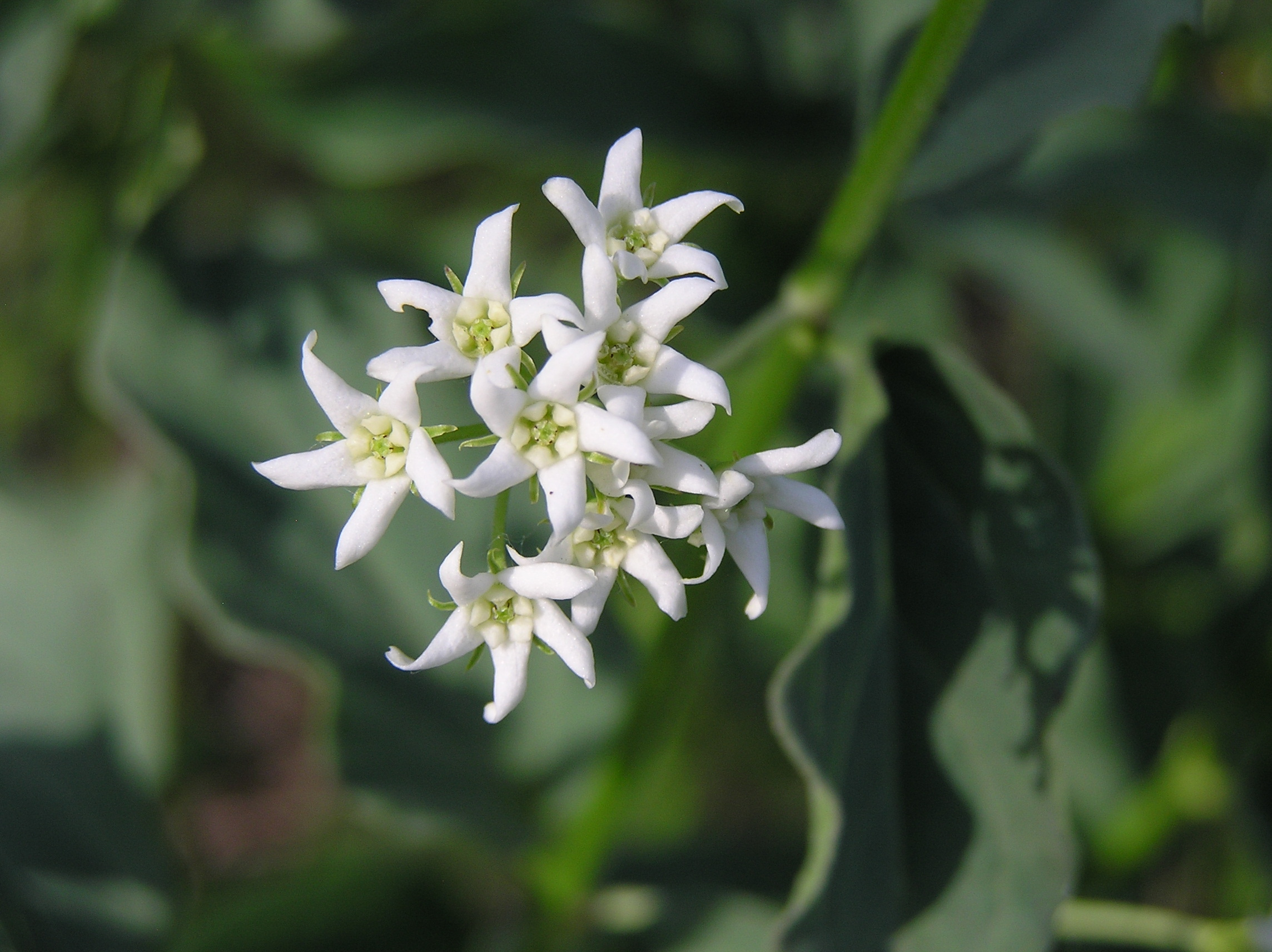
Fleur de Vincetoxicum hirundinaria.
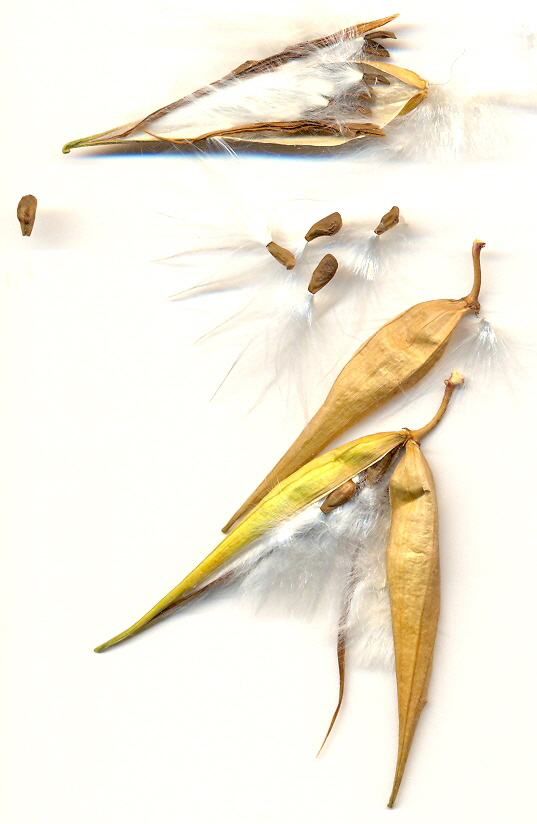
Graines de Vincetoxicum hirundinaria.
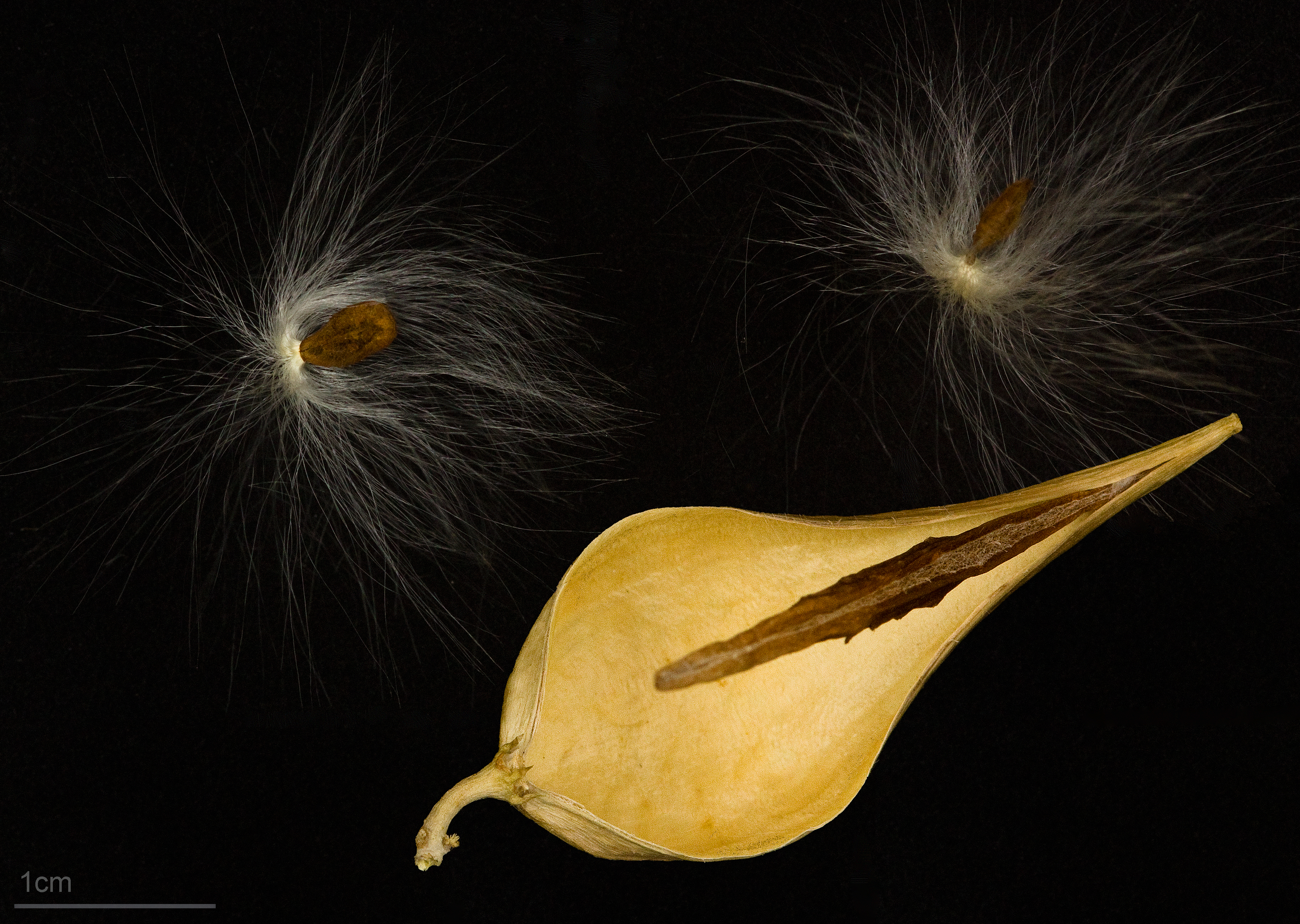
Vincetoxicum hirundinaria au Muséum de Toulouse.